# جريج كريج
جريج كريج (بالإنجليزية: Gregory B. Craig)‏ (و. 1945 – م)هو محامي من الولايات المتحدة الأمريكية .
وهو عضو في الحزب الديمقراطي الأمريكي .

## التعليم
تعلم في كلية هارفارد، وجامعة هارفارد، وكلية ييل للحقوق.